# Kralevo, Tărgoviște
Kralevo (în bulgară Кралево) este un sat în comuna Tărgoviște, regiunea Tărgoviște,  Bulgaria. 

## Demografie
Componența etnică a satului Kralevo
     Romi (5,05%)
     Turci (53,44%)
     Nicio identificare (31,72%)
     Bulgari (6,55%)
     Altele (3,22%)
La recensământul din 2011, populația satului Kralevo era de 930 locuitori. Din punct de vedere etnic, majoritatea locuitorilor (53,44%) erau turci, existând și minorități de bulgari (6,55%) și romi (5,05%). Pentru 31,72% din locuitori nu este cunoscută apartenența etnică.